# Gotta Travel On
Gotta Travel On – piosenka zaaranżowana przez Boba Dylana, nagrana przez niego na dwóch sesjach w marcu 1970 r. i wydana na albumie Self Portrait w czerwcu 1970 r.

## Historia i charakter utworu
Utwór ten został nagrany na siódmej sesji do albumu 5 marca 1970 r. Plonem tej sesji były także: „Alberta # 1”, „Alberta # 2”, „Copper Kettle”, „The Boxer”, „It Hurts Me Too”, „Little Sadie”, „Belle Isle” oraz „Annie's Gonna Sing Her Song” i „If Not for You”. Ta siódma sesja była ostatnią sesją nagraniową do albumu oraz ostatnią, w której udział brał Dylan. Pozostałych siedem sesji były instrumentalnymi sesjami overdubbingowymi. Dla tej piosenki sesją overdubów była sesja 10 (13.3).
Pierwotnym źródłem tej piosenki jest XIX-wieczna folkowa piosenka angielska. Jednak w toku jej istnienia była rozwijana przez wielu wykonawców i autorów, z których trzeba wymienić Paula Claytona, Davida Lazara, Larry’ego Ehrlicha i Toma Sixa.
Dylan zetknął się z utworem bardzo wcześnie, bo nagrał go już w 1960 r. na tzw. St. Paul Tape. Niektórzy sugerują, że po raz pierwszy usłyszał tę piosenkę, gdy Buddy Holly koncertował w Duluth w 1959 r. Znał on także samego Paula Claytona, z którym współpracował i jako gość pojawił się na koncercie Claytona w Waszyngtonie we wrześniu 1961 r. Później relacje między nimi się zepsuły.
Piosenka ta była także śpiewana przez Pete'a Seegera. Jak sam wspominał, nauczył się jej od Larry’ego Ehrlicha w Chicago. Ehrlich nauczył się jej od Arthura Kyle’a Davisa z University of Virginia. Davis nauczył się jej z broszurki pewnego francuskiego profesora. Jego źródłem był anonimowy afroamerykański piosenkarz folkowy.
Wersja piosenki, którą Dylan zaprezentował na albumie, jest dynamiczna, bardzo dobrze zaśpiewana; ekspresji dodaje jej także wykorzystanie kongi. Być może jest to najlepsza piosenka na albumie.
W 1976 r. Dylan wykonywał ten utwór w drugiej serii koncertów w ramach tury Rolling Thunder Revue.

## Muzycy
Sesja 7
- Bob Dylan – gitara, harmonijka, wokal, pianino
- Norman Blake – gitara
- Fred Carter, Jr. – gitara
- Pete Drake – Elektryczna gitara hawajska
- Bob Moore – gitara basowa
- Bill Pursell – pianino
- Kenneth Buttrey – perkusja

sesja overdubbingowa
Sesja dziesiąta
- Charlie McCoy – gitara basowa, marimba
- Kenneth Buttrey – perkusja

## Wykonania piosenki przez innych artystów
- The Weavers – Greatest Hits (1957)
- Rex Allen – Rex Allen Sings 16 Favorites (1961)
- The Springfields – Silver Threads & Golden Needles (1962)
- Ray Bryant – Alone at Montreux (1972)
- Bill Monroe – Bluegrass 1950-1958 (1990)
- Osborne Brothers – Bluegrass 1956-1968 (1996)